# Бад Ласфе
Бад Ласфе (њем. Bad Laasphe) град је у њемачкој савезној држави Северна Рајна-Вестфалија. Једно је од 11 општинских средишта округа Зиген-Витгенштајн. Према процјени из 2010. у граду је живјело 14.687 становника. Посједује регионалну шифру (AGS) 5970028, NUTS (DEA5A) и LOCODE (DE LAA) код.

## Географски и демографски подаци
Бад Ласфе се налази у савезној држави Северна Рајна-Вестфалија у округу Зиген-Витгенштајн. Град се налази на надморској висини од 300-694 метра. Површина општине износи 135,8 km². У самом граду је, према процјени из 2010. године, живјело 14.687 становника. Просјечна густина становништва износи 108 становника/km².

## Међународна сарадња
| Мјесто  | Држава               | Врста сарадње | Од    |
| ------- | -------------------- | ------------- | ----- |
| Тамворт | Уједињено Краљевство | партнерство   | 1980. |
|         | Француска            | партнерство   | 1991. |
| Извор   |                      |               |       |